# Муи, Шарль де Фьё
Шарль де Фьё, шевалье де Муи (Charles de Fieux, chevalier de Mouhy, 1702-1784), обычно упоминается просто как «шевалье де Муи» — французский писатель.
Родился в Меце. В 1735 переехал в Париж, чтобы жить литературным трудом. Был знаком с Вольтером, который платил ему за сбор новостей, а также за то, что пользовался иногда именем Муи для своих произведений.
Романы де Муи носят явные следы влияния творчества аббата Прево. В них дана широкая картина парижской и провинциальной жизни первой половины века, за прозрачными псевдонимами легко угадывались известные имена. В XIX веке его называли «самым скучным из романистов XVIII века».

## Сочинения
- «Ламекис» (1735-1737)
- Paris, ou le Mentor à la mode (1735)
- «Удачливая крестьянка, или Мемуары маркизы де Л. В.» (La Paysanne parvenue, 1735—1736) — написан в подражание «Удачливому крестьянину» Мариво, поучительная история крестьянки Жанетты, умной, красивой и скромной, которая благодаря своей добродетели и способности к самопожертвованию обретает счастье[3]
- «Мемуары маркиза де Фьё» (Mémoires du marquis de Fieux, 1735—1736)
- «Посмертные мемуары графа де Д... Б..., написанные незадолго до того, как он предстал перед богом, основанные на познании человеческого тщеславия» (1735—1741)
- «Ламуш, или Приключения г-на Бигана» (La Mouche, ou les aventures et espiègleries facétieuses de Bigand, 1736) — история полицейского шпика г-на Бигана и беглого монаха брата Анжа, судьбы которых часто неожиданно перекрещиваются[4]
- «Жизнь Химены Спинелли, подлинная история» (1737)
- Contes de cour (1740)
- «Железная маска» (Le Masque de fer, 1747)
- Les Délices du sentiment (1753)
- Le Financier (1755)